# Кроуфорд, Мэрион
Мэрион «Кроуфи» Кроуфорд CVO (англ. Marion «Crawfie» Crawford; 5 июня 1909 — 11 февраля 1988) — шотландская гувернантка. Служила британской королевской семье и обучала детей короля Георга VI и его жены Елизаветы, принцессу Елизавету и принцессу Маргарет, от которых получила прозвище Кроуфи.
Кроуфорд является автором книги «Маленькие принцессы», в которой описываются её годы в королевской семье. После того, как книга была опубликована в 1950 году, она была удалена от двора (вынуждена оставить свой «благодатный и милостивый» дом) и никогда больше ни королева, ни другие члены королевской семьи не общались с ней.

## Ранняя жизнь и служба при дворе
Кроуфи родилась в шотландской семье из рабочего класса 5 июня 1909 года. Она росла в Данфермлине и обучалась в эдинбургском институте Морей Хаус. Во время учёбы на детского психолога, Кроуфи устроилась на летнюю подработку в качестве гувернантки в дом лорда Элгина. Это заставило Кроуфи принять участие в жизни принца Альберта, герцога Йоркского, чья жена, герцогиня Йоркская была дальней родственницей лорда Элгина. Спустя год временная подработка стала постоянной.
Кроуфи стала гувернанткой принцесс Елизаветы и Маргарет Роуз Йоркских. После отречения в 1936 году их дяди, короля Эдуарда VIII, отец принцесс стал королём, а Елизавета стала предполагаемой наследницей. Кроуфи оставалась на службе у короля и королевы и ушла на пенсию в 1948 году, когда принцесса Елизавета уже была замужем за герцогом Эдинбургским; сама же Кроуфи вышла замуж двумя месяцами ранее. Кроуфи откладывала свой брак 16 лет, чтобы не отказываться от короля и королевы.

## Отставка
После своей свадьбы принцесса Елизавета и герцог Эдинбургский провели заграничное турне, посетив Канаду и Соединенные Штаты Америки. Вскоре после этого издательство Брюса и Беатрис Гулд связалось с Букингемским дворцом и Министерством иностранных дел и по делам Содружества в поисках рассказов для публикации на другой стороне Атлантики. Хотя эта идея была отвергнута во Дворце, британское правительство оказалось увлечено идеей и предложило её Кроуфорд, как недавно ушедшей в отставку гувернантке принцесс.
Когда Гулды обратились к Кроуфорд, та спросила разрешения у королевы Елизаветы (будущей королевы-матери), но та отказала. Тем не менее, Гулды повторили попытку и предложили Кроуфорд $85000 за её историю. Хотя Кроуфи приняла предложение, она заявила, что дворец будет против. Тем не менее, контракт был подписан и Гулды пошли против воли дворца.

## «Маленькие принцессы»
Работа Кроуфорд, на которую двор не дал разрешения, была опубликована в Соединённом королевстве в журнале «Woman’s Own» и в США в «Ladies' Home Journal». Книга «Маленькие принцессы» продавалась исключительно хорошо. Позже Кроуфи писала рассказы о вдове Георга V, Марии, новой королеве Елизавете и принцессе Маргарет. Её имя также носила колонка («Колонка Кроуфи») в «Woman’s Own», социальный дневник.

### Реакция двора
Королева Елизавета предсказуемо была в ярости и заявила: «Мы можем только полагать, что наша бывшая и пользовавшаяся большим доверием гувернантка лишилась разума, так как она обещала в письменном виде, что не будет публиковаться». Первой нотой неудовольствия для Кроуфорд стало отсутствие рождественской открытки от королевской семьи в год публикации книги.
Как первая слуга, нажившаяся на личной жизни королевской семьи, Кроуфорд была полностью из этой самой семьи изгнана, и они более никогда не общались с ней. Несмотря на это королевская семья всё же получила книгу от издательства.

## Дальнейшая жизнь и смерть
Писательская карьера Кроуфорд завершилась довольно быстро, когда выяснилось, что колонка, носящая её имя, оказалась мошеннической (писали её журналисты на несколько дней вперёд, а не сама Кроуфи). Тем не менее, несколько рассказов были опубликованы, поскольку были написаны раньше и остановить их печать было невозможно.
Кроуфорд удалилась в Абердин. Хотя королевская семья регулярно проезжала мимо её дома по пути в их замок Балморал, они никогда не останавливались, чтобы увидеть бывшую гувернантку королевы. Когда она умерла в возрасте 78 лет в Хоукхилл Хаусе (дом престарелых в Абердине) 11 февраля 1988 года, ни королева, ни королева-мать, ни принцесса Маргарет не отправили похоронный венок.

## В культуре
- В 2000 году на канале «Channel 4» вышел биографический фильм «Кроуфи, королевская няня, не ставшая мамой».
- В 2020 издательством «Аркадия» издана художественная книга о её жизни и воспитании принцесс — «Гувернантка» журналистки Венди Холден (Wendy Holden).